# Troickoje (Osetia Północna)
Troickoje (ros. Троицкое) – wieś w Rosji, w Osetii Północnej, w rejonie mozdockim. W 2010 liczyła 3695 mieszkańców.